# Cases Godó-Lallana
Les cases Godó-Lallana són un conjunt de tres edificis a la Rambla de Catalunya, 112-114 i el carrer de Rosselló, 243-245 de Barcelona. Els dos primers estan catalogats com a bé amb elements d'interès (categoria C), i el tercer com a bé cultural d'interès local.

## Història
Van ser projectats el 1900 per l'arquitecte Josep Majó i Ribas per encàrrec de l'empresari Ramon Godó i Lallana, en nom de la seva dona Rosa Valls (núm. 114), de la seva mare Antònia Lallana (núms. 112 i 243) i en nom propi (núm. 245).

## Descripció
Consten de planta baixa i cinc pisos, tot i que el del núm. 114 ha patit una remunta amb posterioritat.
A la façana predominen els eixos horitzontals, marcats pels balcons correguts dels pisos amb lloses i baranes de ferro forjat. A l'últim pis, sobre les llindes hi ha uns elements que recorden els merlets d'un castell i marquen els eixos verticals. Als dos vèrtexs arrodonits del xamfrà hi ha una tribuna a cada costat a l'alçada de la planta principal, aquestes tenen vidres emplomats i suporten el balcó amb barana de pedra del primer pis.
Les parts llises del parament estan decorades amb esgrafiats amb motius florals de tons verdosos i de tons vermellosos a l'últim pis (marronosos i verds en el cas de l'edifici del núm. 245).

## Galeria

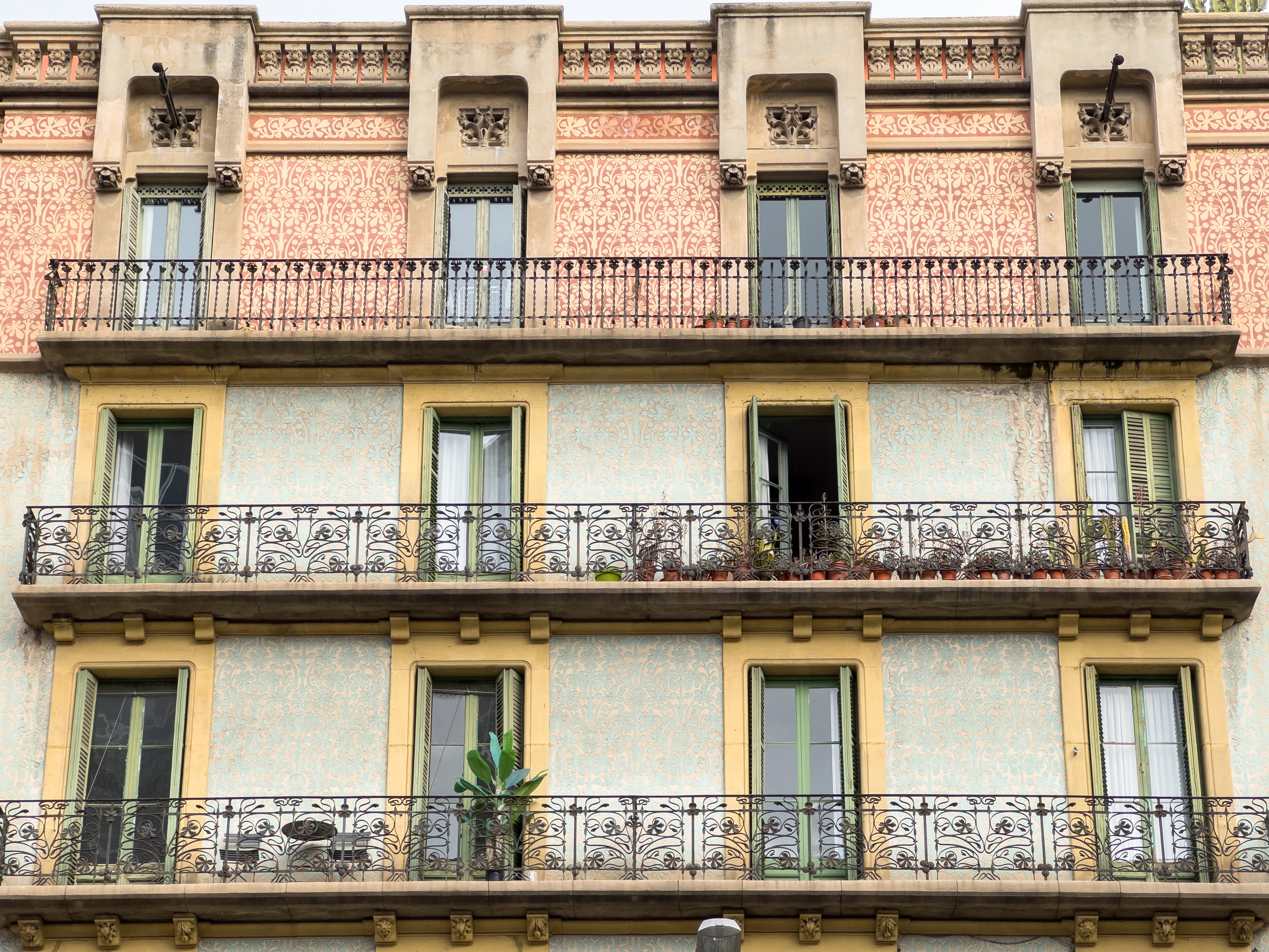
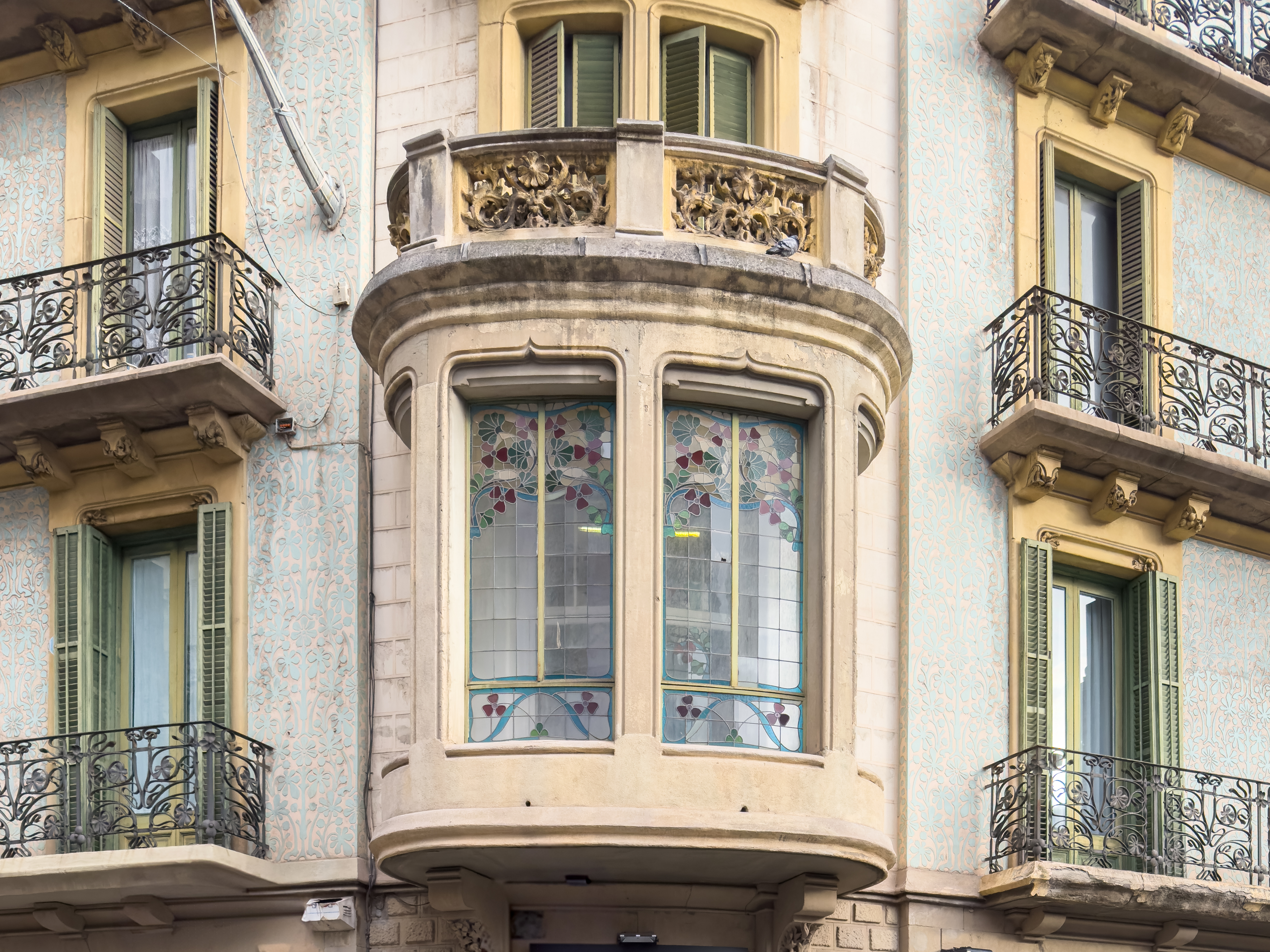
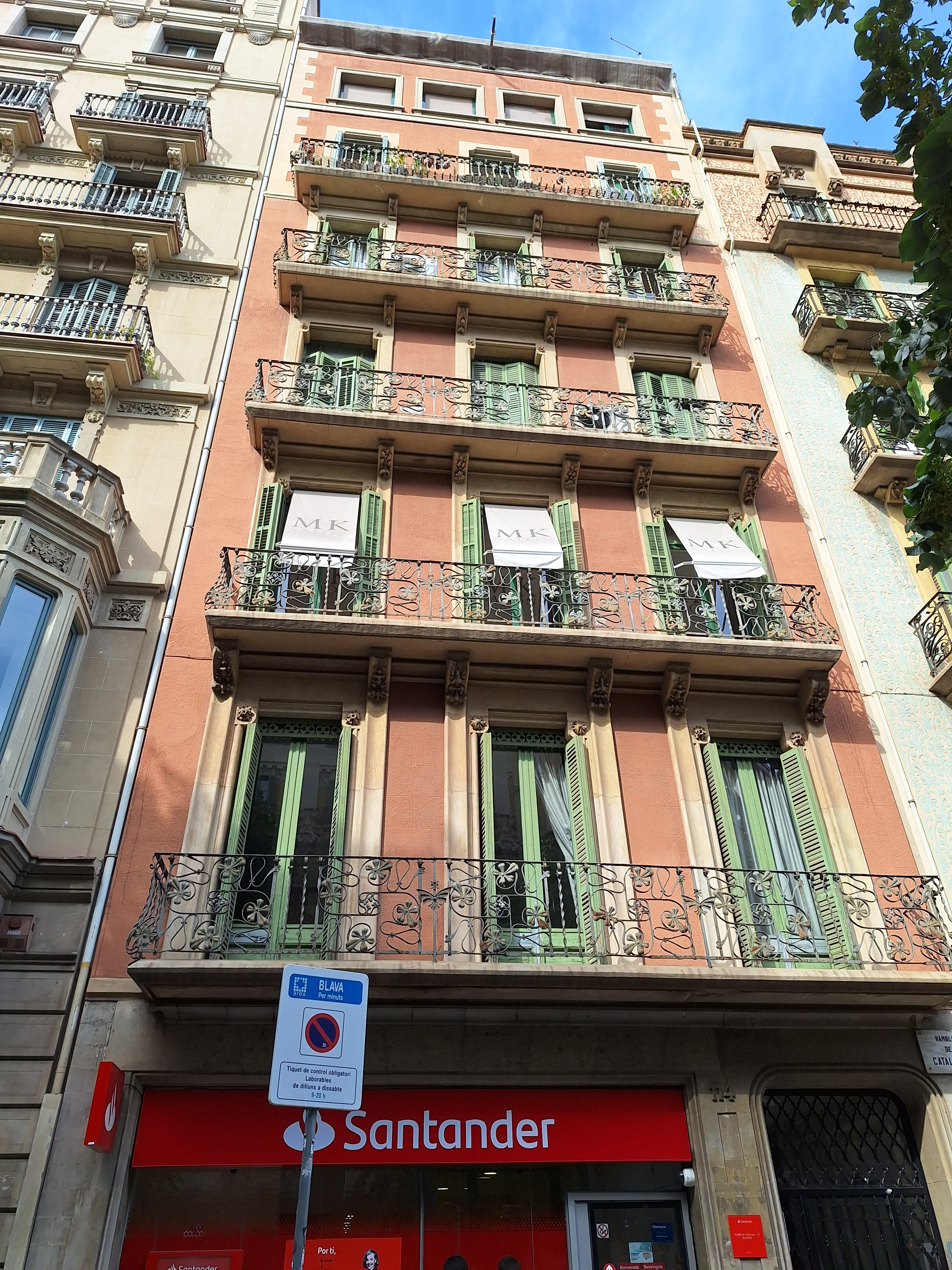
Rambla de Catalunya, 114
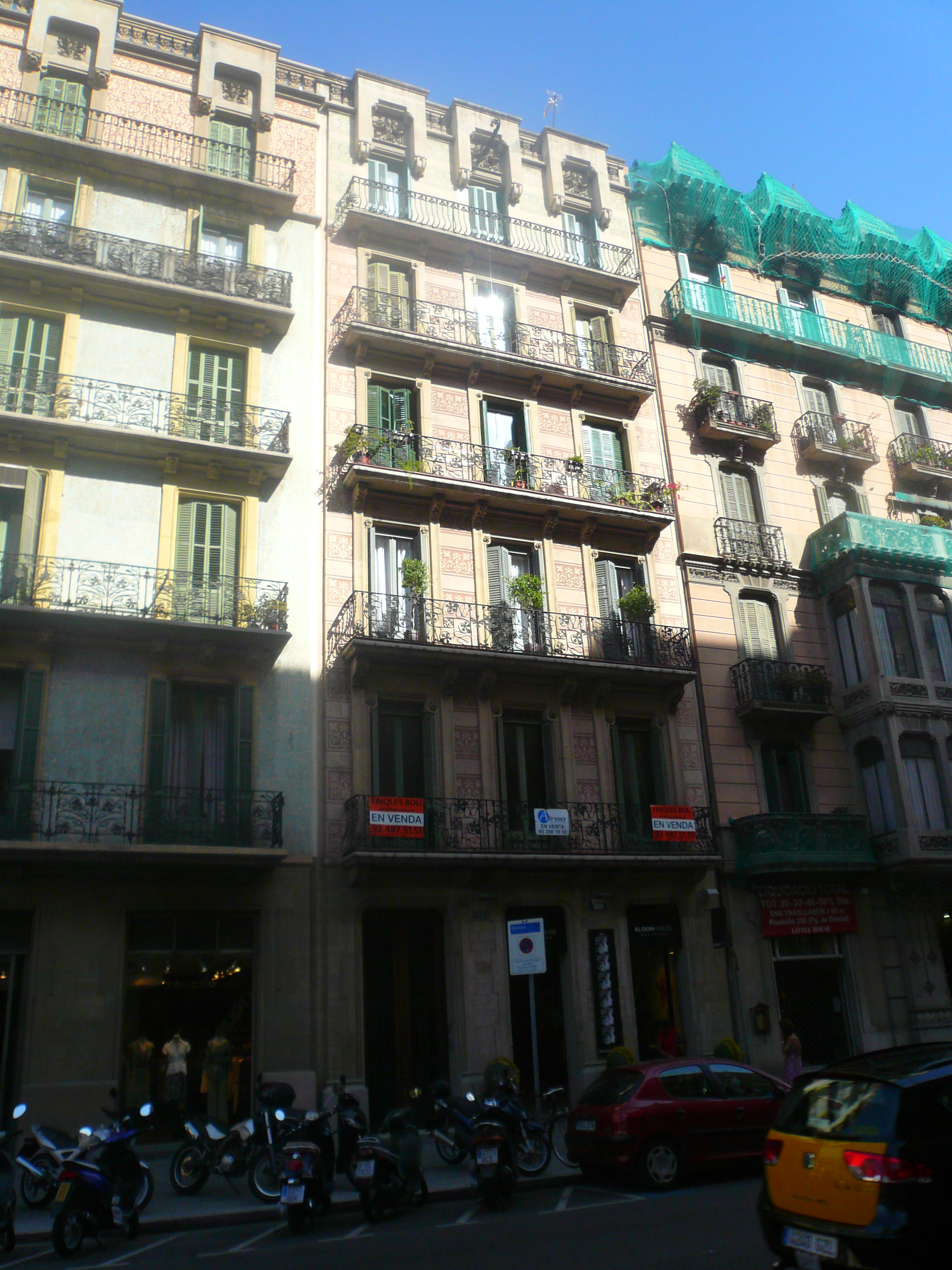
Rosselló, 245